# Michele da Cesena
Fra Michele da Cesena, al secolo Michele Fuschi (Cesena, 1270 circa – Monaco di Baviera, 1342), è stato un religioso, teologo, filosofo francescano italiano.

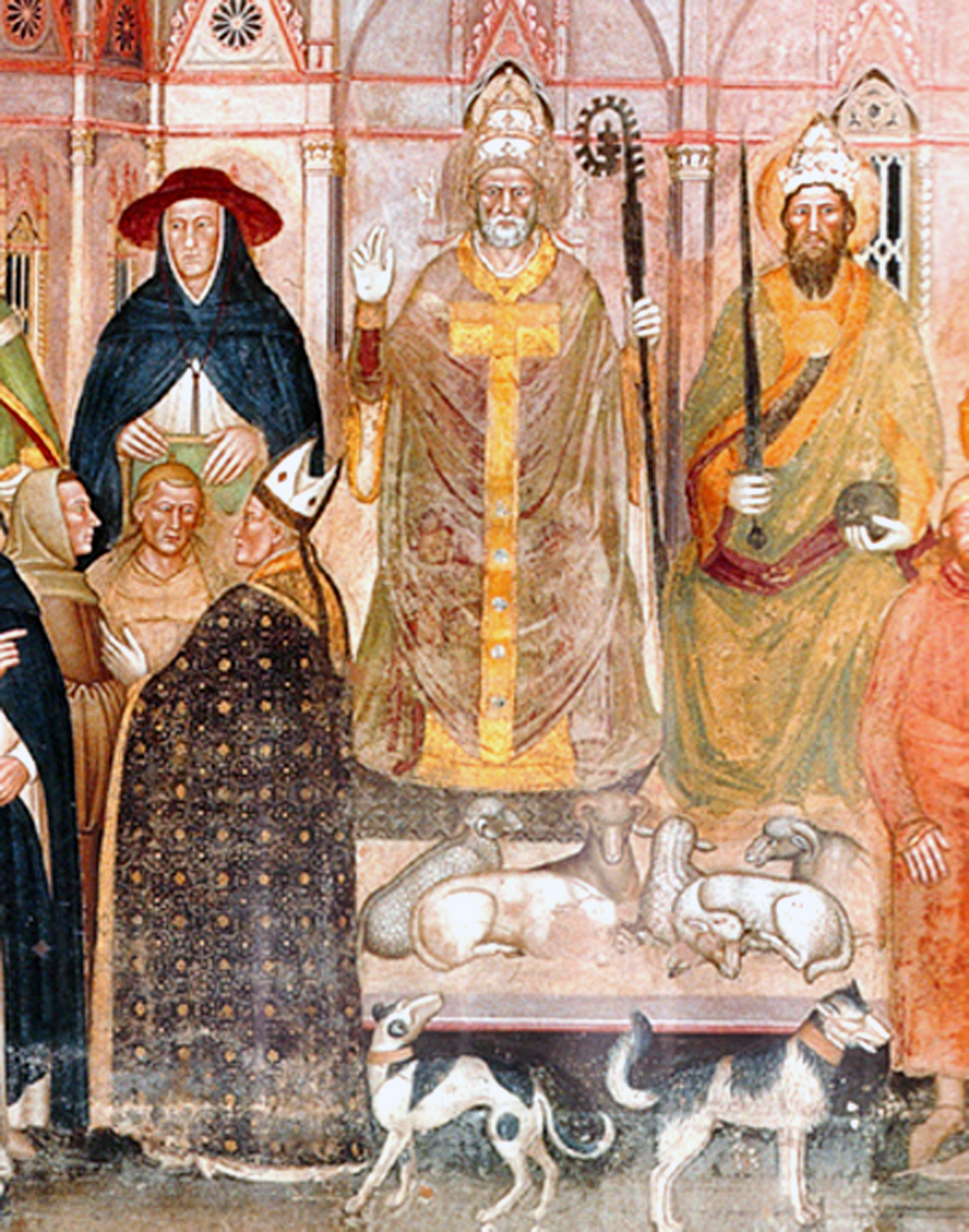
Affresco di Andrea di Buonaiuto nel Cappellone degli Spagnoli di Firenze. Al centro c'è papa Innocenzo VI; in primo piano, tre ecclesiastici che discutono: Guglielmo da Ockham, Michele da Cesena e l'arcivescovo di Pisa Simone Saltarelli. Rispettivamente alla destra e alla sinistra del papa vi sono Egidio Albornoz e Carlo IV di Lussemburgo

Fu un personaggio di grande rilievo nelle vicende politiche ed ecclesiastiche del XIV secolo, noto soprattutto per essere stato ministro generale dell'Ordine francescano dal 1316 al 1328.

## Biografia
Dopo avere studiato teologia all'università di Parigi, Michele venne eletto alla più alta carica dell'Ordine francescano durante il capitolo generale tenuto a Napoli nei giorni intorno alla Pentecoste (30 maggio) del 1316.  Durante quel capitolo vennero anche approvate le rinnovate Costituzioni dell'Ordine, note (per essere state preparate da un gruppo di frati ad Assisi) come Constitutiones Assisienses.
Come ministro generale, Michele si distinse subito per una decisa persecuzione nei confronti degli Spirituali, sostenitori dell'assoluta povertà di Gesù Cristo e della necessità di una altrettanto rigorosa povertà dell'ordine francescano. In questa opera di repressione Michele era appoggiato dal papa Giovanni XXII (1316-1334). Con le lettere bollate Sancta Romana e Gloriosam Ecclesiam Giovanni XXII riprovava e scomunicava tutti gli Spirituali: si voleva così chiudere il "caso" della frattura tra gli Spirituali e il resto dell'Ordine francescano (la cosiddetta "comunità"), sospingendo i primi nell’eresia e nella marginalità.  Incalzati dalla persecuzione, Ubertino da Casale e Angelo Clareno, i maggiori esponenti della corrente spirituale, dovettero lasciare l'Ordine. Nel 1318, a Marsiglia, per la prima volta erano stati bruciati sul rogo quattro frati spirituali.
A partire dal 1321, tuttavia, anche i rapporti tra Michele e Giovanni XXII si deteriorarono.  Il papa, infatti, aveva riaperto il dibattito a proposito della povertà di Cristo, e finì per abolire (con la lettera bollata Cum inter nonnullos del 1323 ) la "finzione" giuridica, in vigore fin dal tempo di papa Niccolò III (regolamentata con lettera bollata Exiit qui seminat del 1279), secondo la quale i Francescani non possedevano nulla né come singoli, né come conventi, né come Ordine, ma era la Santa Sede a detenere la proprietà di tutti i loro beni che poi venivano gestiti per mezzo di procuratori. Durante il capitolo di Perugia del 1322 i Francescani difesero le loro tesi sulla povertà di Cristo e degli Apostoli, come singoli e in comune. Il manifesto francescano di Perugia (più precisamente, due lettere encicliche scritte dal Capitolo e indirizzate a tutti i frati) venne però condannato dal papa: ormai lo scontro tra Michele e Giovanni XXII era irreversibile.
Il ministro generale venne convocato dal papa ad Avignone nel 1327 e sospeso dalla sua carica. Il 22 maggio 1328 venne confermato dai Francescani alla carica di ministro generale (capitolo di Bologna). Giovanni XXII gli impose una residenza forzata ad Avignone, ma nella notte tra il 26 e il 27 maggio Michele fuggì dalla città con un piccolo gruppo di frati, tra i quali il filosofo e teologo Guglielmo di Ockham e il canonista Bonagrazia da Bergamo. I fuggitivi si imbarcarono nel porto di Aigues-Mortes e raggiunsero a Pisa il campo di Ludovico il Bavaro, candidato al trono del Sacro Romano Impero.
Il papa depose Michele dal suo ruolo di ministro generale con la lettera bollata Cum Michaël de Caesena del 28 maggio 1328. Il successivo 6 giugno, con la lettera bollata Dudum ad nostri, Michele, Bonagrazia e Guglielmo venivano scomunicati. Tale condanna venne rinnovata il 16 novembre 1329 con la lettera bollata Quia vir reprobus Michaël de Caesena.
Durante il capitolo generale convocato a Parigi per la Pentecoste del 1329 (il 10 giugno), venne eletto ministro generale l'aquitano Guiral Ot (conosciuto anche con il nome italianizzato di Geraldo di Oddone).  Una parte - comunque minoritaria - dell'ordine francescano rimase fedele a Michele, rifiutando di riconoscere l'autorità del nuovo generale e del papa stesso, ritenuto eretico e quindi ipso facto decaduto (già dal 12 maggio 1328, nel suo scontro con il papa per la successione al trono imperiale, Ludovico il Bavaro aveva fatto eleggere papa il francescano Pietro Rainalducci da Corbara con il nome di Niccolò V).
Esponente, con Guglielmo di Ockham e Marsilio da Padova, del gruppo di intellettuali schierati sul fronte ghibellino e protetti da Ludovico il Bavaro, Michele da Cesena visse alla corte imperiale fino alla morte, nel 1342. In punto di morte forse nominò Guglielmo di Ockham suo successore e vicario, affidandogli il sigillo dell'Ordine che era ancora in suo possesso.

## Opere
- Appellatio monacensis, 1330.